# やっちゃおう!チータ
『やっちゃおう!チータ』は、NET系列局で放送されていたNETテレビ（現・テレビ朝日）製作のバラエティ番組である。製作局のNETテレビでは1973年10月3日から1974年3月27日まで、毎週水曜 19:00 - 19:30 （日本標準時）に放送。

## 概要
前番組『ワン・ツー・チータ!』から引き続き水前寺清子が司会を務めていた公開番組。内容は、番組に参加した子供たちによる物真似や、司会の水前寺、レギュラーメンバーの藤村俊二、ゴールデン・ハーフによるコントなどが中心だった。